# Amphictyon
În mitologia greacă, Amphictyon (greaca veche: Αμφικτυών) a fost al doilea fiu al lui Deucalion și al Pyrrha, deși exista o tradiție conform căreia s-ar fi născut din pământ la fel ca și predecesorii lui. 
| Predecesor: Cranaus | Rege al Atenei 10 ani | Succesor: Erichthonius |

1. ↑  IeSBE / Iton, v mifologii[*] Verificați valoarea |titlelink= (ajutor)
2. 1 2 3  IeSBE / Devkalion[*] Verificați valoarea |titlelink= (ajutor)
3. ↑  RSKD / Prometheus[*] Verificați valoarea |titlelink= (ajutor)
4. 1 2  IeSBE / Pirra[*] Verificați valoarea |titlelink= (ajutor)
5. ↑  RSKD / Deucalion[*] Verificați valoarea |titlelink= (ajutor)